# Kaiso (district)
Kaiso (海草郡, Kaisō-gun) is een district van de prefectuur Wakayama in Japan.
Op 1 januari 2006 had het district 12.008 inwoners en een bevolkingsdichtheid van 93,81 inw./km². De oppervlakte van de gemeente bedraagt 128,01 km².

## Geschiedenis
- Op 1 april 2005 werd de gemeente Shimotsu van het District Kaiso aangehecht bij de stad Kainan.

- Op 1 januari 2006 fuseerden de gemeenten Misato en Nokami van het District Kaiso  samen tot de nieuwe gemeente Kimino.

## Gemeenten
Het District  Kaiso bestaat momenteel slechts uit één gemeente, Kimino.
Steden:
Arida · Gobo · Hashimoto · Iwade · Kainan · Kinokawa · Shingu · Tanabe · Wakayama (hoofdstad)

Districten:
Arida · Hidaka · Higashimuro · Ito · Kaiso · Nishimuro
Gemeenten per district